# 旭丽府邸

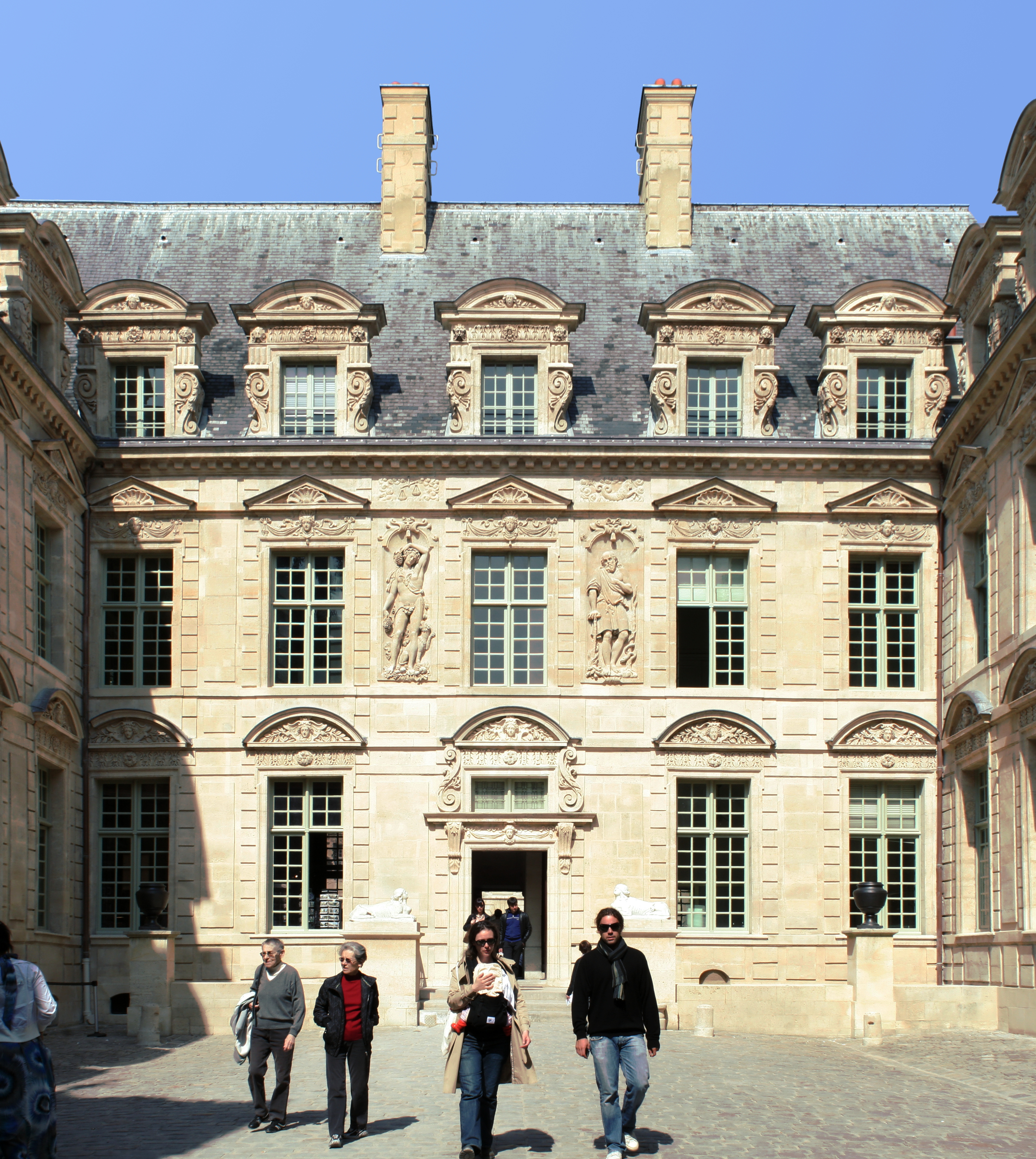
旭丽宫邸

旭丽宫邸（Hôtel de Sully）是巴黎的一座私人府邸（hôtel particulier），路易十三风格，位于第四区的玛莱区，圣安托万路62号。

## 历史
1625年到1630年，金融家加莱兴建了这座府邸，带有花园和一个橘园。该建筑由建筑师Jean Androuet du Cerceau设计。该地点被选为进入皇家广场 - 今天的孚日广场 -的通道，位于玛莱区，当时巴黎时尚的地区。 
旭丽公爵马克西米利安·德·贝蒂讷，国王亨利四世的前财务总长，于1634年2月23日购买了它。他完成了府邸的装修，在那里度过了他的最后几年生活。他的孙子马克西米利委托建筑师弗朗索瓦·勒沃，路易·勒沃的儿子，在1660年在花园西面增建另外一翼。旭丽宫邸仍然使用这个家族的名字，拥有这座建筑直至18世纪。 

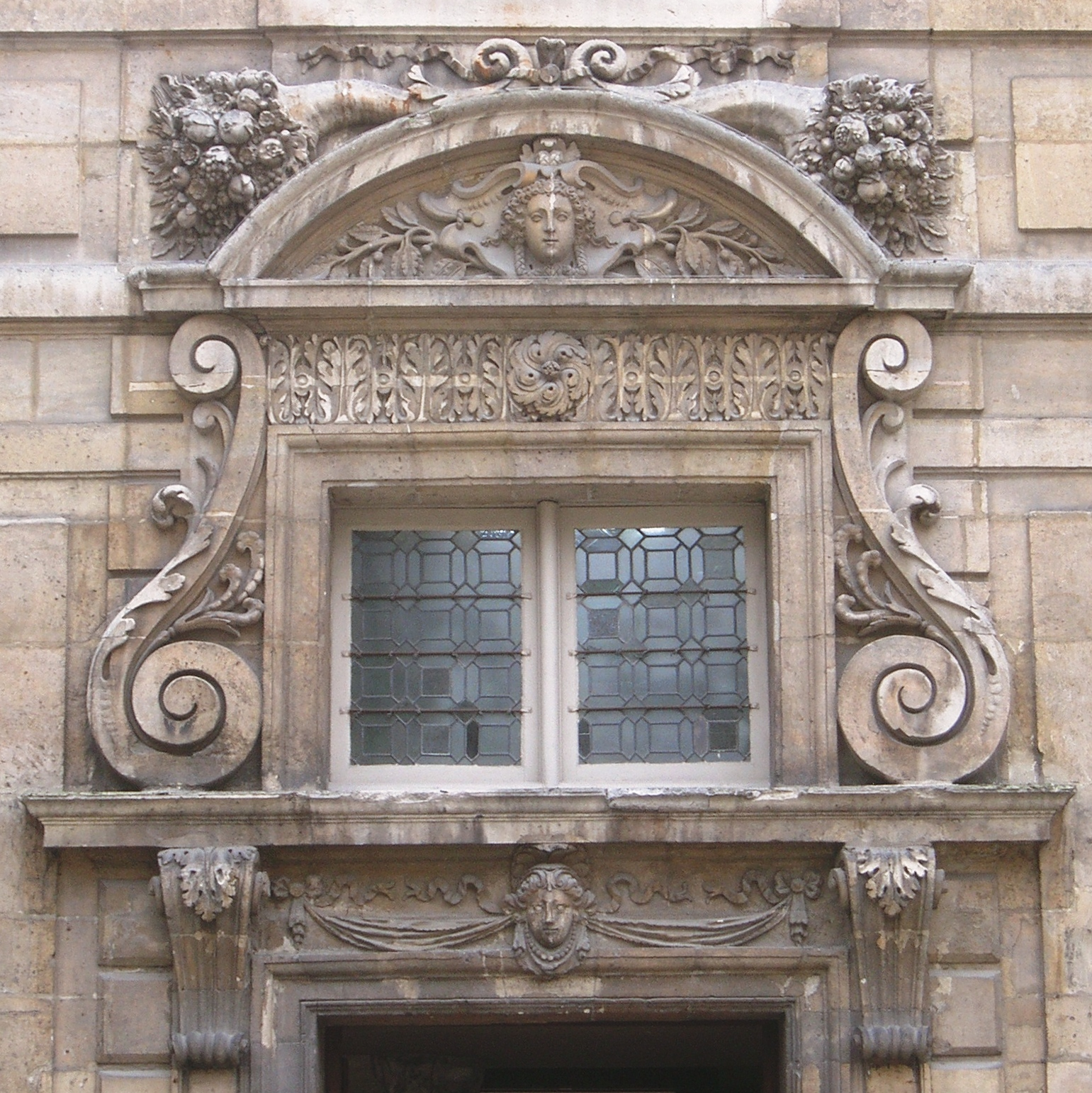
装修细部

府邸转手过多个业主，在19世纪成为一个投资物业。进行各种增补和改动，以适应贸易，工匠和其他租户。1862年它被列为法国历史古迹，新的业主，较关注保护，逐步恢复了建筑。它在1944年成为国有财产。当时实施了长期的修复计划，直到1973年完成橘园的修复。
自1967年以来，此处设有历史古迹和遗址国家基金会（Caisse nationale des monuments historiques et des sites），在2000年成为國家古蹟中心。这个公共机构，受文化和通讯部的监督，负责国家历史建筑和古迹的护理管理工作。